# Bernières-sur-Seine
Bernières-sur-Seine est une ancienne commune française située dans le département de l'Eure en région Normandie.
Depuis le 1er janvier 2017, elle est une commune déléguée de la commune nouvelle nommée Les Trois Lacs.

## Géographie

### Localisation
| La Roquette | Le Thuit            |       |
| Muids       | Bernières-sur-Seine | Tosny |
| Venables    | Tosny               |       |

### Hydrographie
La commune est riveraine de la Seine.

## Toponymie
Le nom de la localité est attesté sous les formes Berneriæ (charte de Henri Ier) et Bernerias en 1113, Bernières-sur-Seine en 1828 (Louis Du Bois).
Vraisemblablement en rapport avec l'ancien français berne ou  baherne, atelier pour la fabrication du sel par évaporation », d'où bernerie latinisé en bernaria.
La référence au fleuve "Seine", dont Bernières est riveraine, a été ajoutée en 1946[réf. nécessaire].

## Histoire
Il existait un petit port, Port Pucelle, à Bernières-sur-Seine, abandonné dès 1406 (aveu de Philippe de Lévis).

## Politique et administration
| Période                                  | Période    | Identité      | Étiquette | Qualité  |
| ---------------------------------------- | ---------- | ------------- | --------- | -------- |
| Les données manquantes sont à compléter. |            |               |           |          |
| avant 1904                               |            | Chaplain      |           |          |
| 1956                                     | 1984       | Victor Potel  |           |          |
| courant 1984                             |            | René Potel    |           |          |
|                                          | 2008       | René Potel    |           |          |
| mars 2008                                | 31/12/2016 | Serge Ronzoni | DVD       | Retraité |

## Démographie
L'évolution du nombre d'habitants est connue à travers les recensements de la population effectués dans la commune depuis 1793. À partir du 1er janvier 2009, les populations légales des communes sont publiées annuellement dans le cadre d'un recensement qui repose désormais sur une collecte d'information annuelle, concernant successivement tous les territoires communaux au cours d'une période de cinq ans. 
Pour les communes de moins de 10 000 habitants, une enquête de recensement portant sur toute la population est réalisée tous les cinq ans, les populations légales des années intermédiaires étant quant à elles estimées par interpolation ou extrapolation. Pour la commune, le premier recensement exhaustif entrant dans le cadre du nouveau dispositif a été réalisé en 2008,.
En 2014, la commune comptait 331 habitants, en évolution de +0,91 % par rapport à 2009 (Eure : +2,66 %, France hors Mayotte : +2,49 %).
| 1793 | 1800 | 1806 | 1821 | 1831 | 1836 | 1841 | 1846 | 1851 |
| ---- | ---- | ---- | ---- | ---- | ---- | ---- | ---- | ---- |
| 150  | 151  | 169  | 175  | 181  | 190  | 194  | 198  | 204  |

| 1856 | 1861 | 1866 | 1872 | 1876 | 1881 | 1886 | 1891 | 1896 |
| ---- | ---- | ---- | ---- | ---- | ---- | ---- | ---- | ---- |
| 209  | 202  | 189  | 176  | 172  | 162  | 145  | 151  | 145  |

| 1901 | 1906 | 1911 | 1921 | 1926 | 1931 | 1936 | 1946 | 1954 |
| ---- | ---- | ---- | ---- | ---- | ---- | ---- | ---- | ---- |
| 138  | 145  | 122  | 117  | 95   | 106  | 103  | 125  | 110  |

| 1962 | 1968 | 1975 | 1982 | 1990 | 1999 | 2008 | 2013 | 2014 |
| ---- | ---- | ---- | ---- | ---- | ---- | ---- | ---- | ---- |
| 124  | 154  | 159  | 182  | 234  | 246  | 321  | 328  | 331  |

## Culture locale et patrimoine

### Lieux et monuments
- Église Saint-Denis, des XIe, XVIIe et XVIIIe siècles, recensée à l'inventaire général du patrimoine culturel[11].
- Une passerelle pour l'acheminement de granulats franchissant la Seine vers Muids.

### Patrimoine naturel

#### Site classé
- La boucle de la Seine dite de Château-Gaillard  Site classé (2006)[12].